# Pelican Creek
Pelican Creek är ett vattendrag i Bahamas.   Det ligger i distriktet North Andros District, i den sydvästra delen av landet, 110 km sydväst om huvudstaden Nassau.
Trakten runt Pelican Creek består till största delen av jordbruksmark. Trakten runt Pelican Creek är nära nog obefolkad, med mindre än två invånare per kvadratkilometer.